# Little Elk
La rivière Little Elk (anglais : Little Elk River) est un cours d'eau des États-Unis coulant en totalité dans l'état du Minnesota. C'est un affluent rive droite du Mississippi. 

## Géographie

### Cours
La rivière Little Elk prend sa source environ 3 km au sud de Big Lake dans l'état du Minnesota et coule vers l'est sur 47 km de long. Elle rejoint le Mississippi un peu en amont de la ville de Little Falls.

### Régions traversées
Elle arrose les comtés de Todd et de Morrison, dans l'état du Minnesota. 

### Villes traversées
Elle traverse la ville de Randall où elle passe sous la route 10. 

## Aménagements
Le Minnesota Department of Natural Resources gère un parc d'état (Little Elk Wildlife Management area) à proximité de la ville Randall. Une digue a été aménagée sur la rivière et est à l'origine d'une zone humide de 160 ha qui attire des oiseaux. Cette digue a cédé en 1999 après de très fortes précipitations, asséchant la zone humide. Quatre ans plus tard, une nouvelle digue de meilleure qualité a été construite à l'aide de subventions fédérales et d'État.